# Isabel Nina Russ
Isabel Nina Russ ist eine österreichische Medienmanagerin, Journalistin und seit Februar 2024 Chefredakteurin der Vorarlberger Nachrichten.

## Leben
Isabel Russ stammt aus der Medien-Unternehmerfamilie Russ in Vorarlberg. Ihr Vater Eugen Russ ist Geschäftsführer der Russmedia, dem größten Verlag Vorarlbergs.
Russ studierte von 2010 bis 2013 Wirtschafts an der University of Warwick und schloss ihren Bachelor mit Bestnoten ab. Anschließend machte sie von 2014 bis 2016 einen Master an der Universität St. Gallen in Banking and Finance mit einer Masterarbeit zu „The Cross-Over Effect of Irrational Investor Sentiments in Commercial and Residential Real Estate Markets“.

## Berufliche Stationen
Nach ihrem Masterabschluss wirkte Russ im Startup-Bereich von 2016 bis 2018 beim Wiener Venture Capital Fonds Speedinvest und anschließend ein halbes Jahr bei Tier Mobility in Berlin. Ab April 2019 war sie als Start-up-Investmentberaterin in Österreich und Deutschland tätig. Sie beriet deutsche Medienhäuser bei der Prüfung von Start-ups, bei der Erarbeitung von Erlösmodellen und bei einer Übernahme. Bei Funke Digital arbeitete sie im Investmentteam mit.
Von Januar 2021 bis August 2022 wurde sie Digitalchefin des österreichischen Nachrichtenmagazins Profil. Nach ihrem Mutterschutz übernahm Russ am 1. Februar 2024 sowohl die Position der Chefredakteurin der Vorarlberger Nachrichten als auch die Geschäftsführung von Verlag und Digital bei Russmedia.

## Auszeichnungen
- 2018: Forbes „30 under 30“ in der Kategorie Technologie[3]